# Hypoxystis inspersaria
Hypoxystis inspersaria là một loài bướm đêm trong họ Geometridae.